# Lisica grenlandzka
Lisica grenlandzka (Leptagonus decagonus) – gatunek morskiej ryby skorpenokształtnej z rodziny lisicowatych (Agonidae), opisywany też pod nazwą „kiryśnik”, jedyny przedstawiciel rodzaju Leptagonus. Nie ma znaczenia użytkowego.

## Występowanie
Wody obszaru arktycznego i przylegających oceanów (północna część Atlantyku i Pacyfiku).

## Budowa ciała
Ciało lisicy grenladzkiej pokryte jest płytkami kostnymi. Wzdłuż głowy i grzbietu przebiega rząd twardych rożków skierowanych ku tyłowi ciała. Na żuchwie znajduje się zwykle 5 par wąsików. Dorasta do 21 cm długości całkowitej.